# قارة (ريف دمشق)
قارة هي مدينة سورية تقع على الطريق الرئيسي الذي يصل بين مدينتي دمشق وحمص وهي تبعد حوالي مائة كيلومتر شمال العاصمة دمشق، وحوالي سبعين كيلومتراً جنوب مدينة حمص، وإحداثياتها الجغرافية محصورة بين خطي العرض 34,12 - 34,6 شمال خط الاستواء، وبين خطي الطول: 36,35 - 36,49 شرق خط غرينيتش، ويرتفع مركز قارة عن سطح البحر بحوالي 1200 متراً.

## التسمية
معنى الاسم: ذكرت قارة في الكتب والمراجع بطريقتين هما: «قارة» و«قارا»، ويوجد هناك ثلاثة روايات مشهورة لهذه التسمية:
- في اللغة العربية «قارة» هي التل الصغير، وذلك لأن قارة تقع على تلة صغيرة.
- في اللغة اليونانية أصل الكلمة هو «كورا» وتعني الاستشفاء، وذلك بسبب البيئة والهواء النقي في قارة.
- في اللغة السريانية «قارة» تعني البرد الشديد، وذلك بسبب البرد الشديد في قارة في فصل الشتاء.

القلمون: تنتمي قارة إلى منطقة القلمون، وهذا الاسم يطلق على المنطقة الممتدة من جبال لبنان الشرقية وسلسلة الجبال الغربية السورية غرباً إلى بادية الشام شرقاً، ومن سهول حمص شمالاً إلى دمشق جنوباً.
يعتقد أن أصل كلمة «قلمون» هو يوناني ويعني «جبل الحلو» وذلك بسبب انتشار أشجار التين وكروم العنب في هذه المنطقة، ولقد أطلق الآراميون عليها اسم «سَنير» وتعني «جبل النور» وذلك لكثرة ثلوجها البيضاء.
من مدن وقرى منطقة القلمون إضافة إلى قارة: النبك، يبرود، دير عطية، المشرفة، جراجير، البريكة، الحميرة، معلولا، معرة، جبعدين، تلفيتا...
جبل قارة: يقع جبل قارة في الجهة الغربية من المدينة، ويعتبر جزءاً من سلسلة الجبال السورية، وأعلى قمة فيه تسمى «حليمة قارة» وترتفع بمقدار 2464 متراً عن سطح البحر. تنتشر في جبل قارة أشجار اللزاب البرية، وكذلك تنتشر زراعة أشجار الكرز بشكل كبير، حيث يعتبر محصول الكرز من أهم المحاصيل في الوقت الحالي. وتنتشر أيضاً في جبل القارة ينابيع الماء الصغيرة والتي تسمى «الوشول»، ومنها: وشل القريص، وشل القبو، وشل الميرعلي، وشل وادي الكرم، وشل وادي مرطبية، وشل عين غراب... وتنحدر من حليمة قارة أعداد هائلة من الأودية السيلية، مثل: شعبة بيت بكري، وادي التركمان، وادي مشقتة، خانوق صالحية، شعاب الأسطة، شعبة السودا، دوار زوكار، وادي مرطبية (أو مار طبية)، وادي الشيخ علي، شعبة القصيرة، وادي الدب، وادي الشاحوط، وادي المال، شعبة البقرة، شعبة عكو، شعبة زنوب، وادي البرد، وادي الزعرور.
كما وتنحدر أيضاً من جبل حليمة قارة أنساق وأرتال من الهضاب المتجهة نحو الشرق، وهي من الشمال إلى الجنوب: أرض خربة مشقتة، رابية البخاش، أرض خربة عبود، أرض السماقيات، أرض مقيل الرهبان، سهلة القصيرة. كما يوجد عد كبير من الخرب الأثرية الموجودة في السفوح الشرقية الدنيا لجبل حليمة قارة، منها خربة فيخا، خربة ميرا التحتا، خربة ميرا الفوقة، خربة مشقتة، خربة عبود، خربة العيلة، خربة الروميات، خربة إسطنبول، قبر العرسالي، خربة قرعلي، خربة البرد، خربة حورتا، خربة مار علي (أو مار إيليا), خربة مرطيسة (أو مار طيسيا). وهذه الخرب يستعملها الرعيان حظائراً للمواشي.
المناخ: تقع قارة في منطقة جافة نسبياً، وهي معتدلة صيفاً، وباردة شتاء، وتهطل الثلوج عادة في شهري كانون الأول وكانون الثاني.

## الأماكن الأثرية في قارة
1.الجامع الكبير: يُعتقد أن بنائه الأصلي كان معبداً في العصر الروماني قبل الميلاد، ثم حُوِّل إلى كنيسة في العصر البيزنطي عام 325 ميلادي سميت بكنيسة القديس نيقولاوس، وفي العصر المملوكي حُول إلى جامع بأمر من السلطان الملك الظاهر بيبرس عام 664 هـ الموافق لعام 1266 ميلادي وما زال مستخدماً حتى الآن.
وقد كُتب فوق الباب الرئيسي للجامع النص القديم التالي: «أمر بإنشاء هذا الجامع المعمور بذكر الله مولانا السلطان الملك الظاهر العالم العادل المجاهد المرابط المظفر المنصور ركن الدنيا والدين سلطان الإسلام والمسلمين سيد الملوك والسلاطين اسكندر الزمان صاحب القرآن خادم الحرمين ملك القبلتين وارث الملك سلطان العرب والعجم والترك أبي الفتح بيبرس الصالحي قسيم أمير المؤمنين خلد الله سلطانه وذلك عند اجتياز هذا المكان في ذي الحجة سنة أربعة وستين وستمائة بنيابة الأمير عز الدين أيبك السلحدار بحمص ومباشرة ناصر الدين بن سلام بقارة»
وقد كتب أيضاً النص التالي على مئذنة الجامع: «بسم الله الرحمن الرحيم. جددت هذه المئذنة في أيام الإمام العالم القاضي شمس الدين محمد الحاكم بقارة وابن عمه الفقير إلى الله عبد الكريم الخطيب بالجامع والناظر على المكان لطف الله بهما وذلك في شهور سنة أربعين وسبعمائة»
سُجل الجامع في عداد المباني الأثرية في سورية بالقرار الصادر عن وزارة الثقافة رقم 80/ أ تاريخ 30/ 5/ 1973.
2.كنيسة مارسركيس: تعرف أيضاً باسم كنيسة «سرجيوس وباخوس»، بنيت في نهاية القرن الرابع الميلادي، ثم أهملت وتهدمت، ثم أعيد بناؤها عام 1869 ميلادي، وأهم ما يميز هذه الكنيسة هو وجود اللوحات الجدارية الأثرية، والموجودة على الجدار الشمالي الداخلي للكنيسة، ومنها أيقونة مرضعة الحليب وهي من الأيقونات النادرة على مستوى العالم، وتمثل السيدة العذراء وهي ترضع الحليب لوليدها السيد المسيح، كما تضم هذه اللوحات أيضاً رسوماً للقديس سرجيوس والإمبراطور تيودوروس والقديس يوحنا المعمدان، وتتضمن بعض هذه اللوحات كتابات سريانية بالحروف الكلدانية الشرقية، إضافة لبعض الكتابات اليونانية.
3.دير ماريعقوب: بني في القرن السادس الميلادي، وهو أقدم أديرة منطقة القلمون. يحتوي على كنيسة وطاحونة ومجموعة من الغرف، بالإضافة إلى الحظائر والمستودعات. وقد سمي الدير باسم القديس مار يعقوب المقطع الذي ولد في بلاد فارس لأسرة مسيحية غنية في بداية القرن الخامس الميلادي، إلا أنه تعرض للتعذيب وقطع أصابعه كي يرتد عن دينه، لكنه حافظ على دينه واستشهد في سبيله، ويقال أن إحدى أصابعه موجودة في هذا الدير. تعرض الدير للتخريب والإهمال، ثم تم ترميمه عام 1994 من قبل مطرانية حمص، حماة، يبرود للروم الكاثوليك، وتقيم فيه اليوم راهبات الوحدة الأنطاكية.
يعتبر الدير من الأبنية الأثرية في سوريا والمسجلة لدى المديرية العامة للآثار والمتاحف بالقرار الصادر عن وزارة الثقافة السورية رقم 129/ آ تاريخ 11-8-1983
4.الخانات القديمة: خان نور الدين، بني في عهد الملك نور الدين محمود الزنكي (511- 569 هـ) القرن الثاني عشر الميلادي، ويتألف من باحة تحيط بها خمسة أجنحة، وقد كان يستخدم محطة للحجاج والتجار. ويشغله حالياً ناد رياضي.
وقد سجل هذا الخان في عداد المباني الأثرية في سوريا بالقرار الصادر عن وزارة الثقافة رقم 6/ أ تاريخ 21-1-1973
يذكر أنه كان يوجد خان آخر ولكنه تهدم وبنيت مكانه مدرسة ابتدائية.
5.الأقنية الرومانية: وهي أقنية مائية قديمة، تعود إلى العصرين الروماني والبيزنطي، وقد استخدمت لنقل المياه من الينابيع في الجبل إلى وسط البلدة ومنها: قناة عين الطيبة وقناة عين القطنة وقناة عين البيضا وقناة الجامع الكبير وقناة السنسال...
وما تزال بعض هذه القنوات مستخدمة إلى اليوم.
6.آثار أخرى بائدة: توجد في قارة مجموعة كبيرة أخرى من الأبنية الآثرية البائدة، مثل الكنائس التي أقيم مكانها بيوت، وأبراج البريد مثل برج مارصوفيا وبرج عيون العلق، وقصر الحليمة في الجبل.
7.النصب التذكاري لمعركة عيون العلق: يخلد هذا النصب ذكرى شهداء معركة عيون العلق، التي وقعت في 13 آذار عام 1926 ميلادي، حيث احتشد في قارة بعض الوطنيين من مختلف مناطق سوريا بدعم ومؤازرة أهالي قارة، وذلك لمواجهة القوات الفرنسية الزاحفة لاحتلال النبك، وجرت بين الطرفين معركة عيون العلق في شمال قارة، وقد كان يقود الثوار كل من فوزي القاوقجي وسعيد العاص وميشيل نحاس، وقد استشهد في هذه المعركة الضابطين إبراهيم صدقي من دمشق وفؤاد رسلان من حمص بالإضافة إلى سبعة من رفاقهم وأربعة آخرين من شباب قارة هم: محمد الشيخ حسين ونايف قدور ومحمد عز الدين وأمين الذهب، وقد دخلت القوات الفرنسية قارة وأحرقت دار الزعيم المحلي لثوار البلدة شاكر قدور.
تم مؤخراً تجديد هذا النصب ونقله من موقعه السابق على الطريق العام القديم إلى الموقع الجديد على طريق حمص - دمشق وذلك على نفقة السيد حسن القاضي.